# زوزو
زوزو (بالسويدية: Zozo) هو فيلم لبناني-سويدي اصدر في 2005 تدور أحداثه حول صبي لبناني ينفصل عن أسرته خلال فترة الحرب الأهلية بلبنان وينتهي به المطاف في السويد. الفيلم من إخراج المخرج اللبناني-السويدي جوزيف فارس. كان الفيلم ممثلاً للسويد من أجل الترشح بجائزة الأوسكار لفئة أفضل فيلم أجنبي في 2006.

## وصلات خارجية
- زوزو على موقع IMDb (الإنجليزية)
- زوزو على موقع ألو سيني (الفرنسية)
- زوزو على موقع Turner Classic Movies (الإنجليزية)
- زوزو على موقع أول موفي (الإنجليزية)
- زوزو على موقع فيلمافينيتي (الإسبانية)
- زوزو على موقع قاعدة بيانات الأفلام السويدية (السويدية)
- زوزو على موقع قاعدة بيانات الفيلم (الإنجليزية)
- زوزو على موقع ليتربوكسد (الإنجليزية)
- زوزو على موقع كينوبويسك (الروسية)